# Bol Bol
Bol Manute Bol (ur. 16 listopada 1999 w Chartumie) – amerykański koszykarz pochodzenia sudańskiego, występujący na pozycjach silnego skrzydłowego lub środkowego, od 2023 zawodnik Phoenix Suns.
W 2018 wystąpił w spotkaniach wschodzących gwiazd – McDonald’s All-American, Jordan Brand Classic, Nike Hoop Summit. Został też zaliczony do II składu USA Today’s All-USA.
10 stycznia 2022 trafił w wyniku wymiany do Detroit Pistons. 19 stycznia 2022 został wytransferowany do Boston Celtics. 10 lutego 2022 trafił do Orlando Magic. 18 lipca 2023 został zawodnikiem Phoenix Suns.
Jest synem byłego koszykarza NBA – Manute’a Bola.

## Osiągnięcia
Stan na 28 września 2023, na podstawie, o ile nie zaznaczono inaczej.
NCAA
- Zaliczony do I składu turnieju 2K Classic (2018)